# Juan Baixas
Juan Baixas y Carreter (Barcelona, 1863-Barcelona, 1925) fue un pintor español.

## Biografía

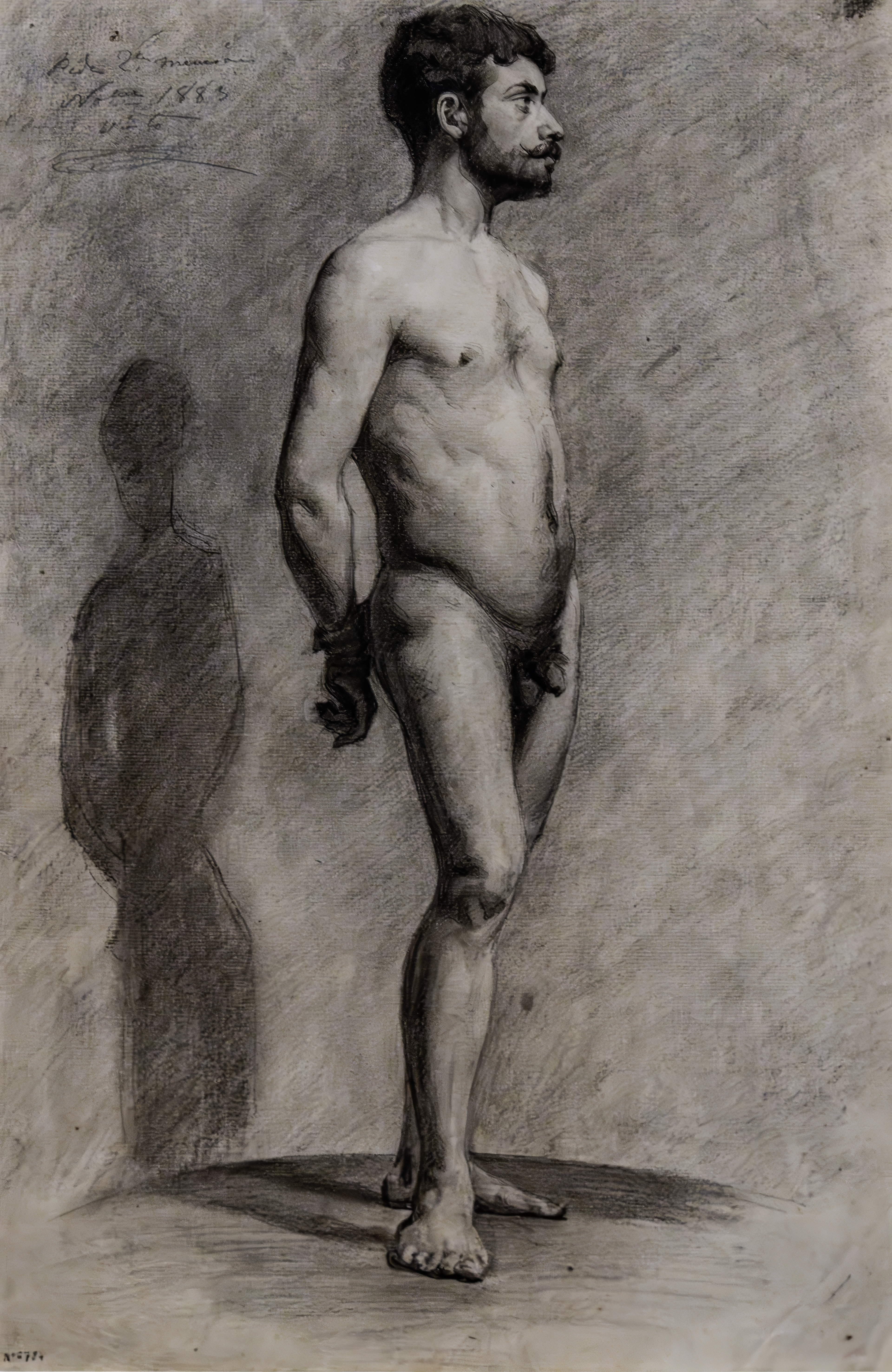
«Nu masculí», (1883), MNAC

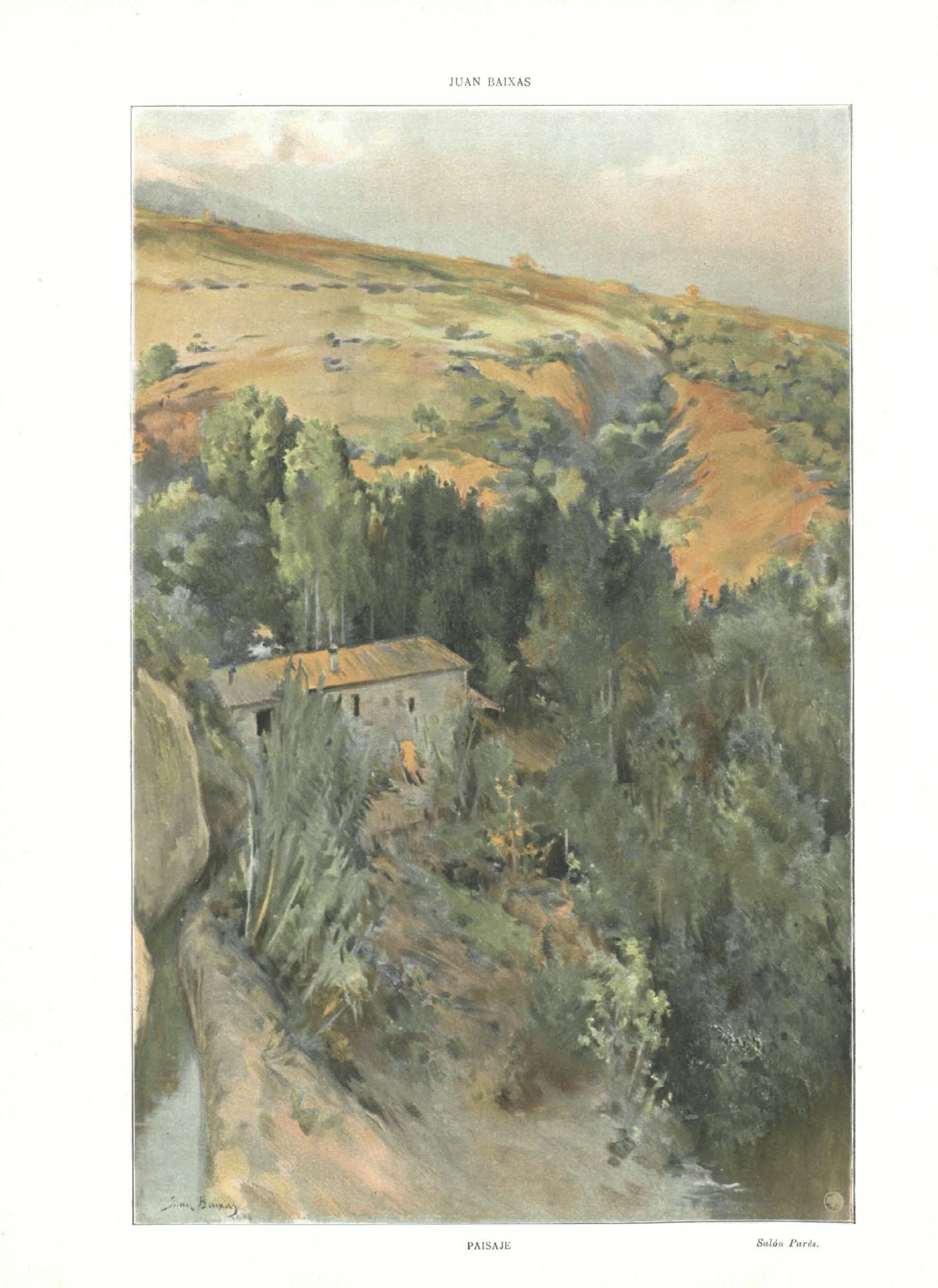
«Paisaje» (Álbum Salón, 1904)

Natural de Barcelona, nació en 1863. Fue alumno de la Real Academia Catalana de Bellas Artes de San Jorge. En 1888, obtuvo en la Exposición Universal accésit por un cuadro que representaba a un marino anciano en el acto de salir de entre las olas embravecidas. En la celebrada por los amadistas en 1885 presentó un cuadro al óleo denominado La primavera. Falleció en su ciudad natal en 1925.